# Route 342 (Terre-Neuve-et-Labrador)
Pour les articles homonymes, voir Route 342.
La route 342 est une route tertiaire de la province de Terre-Neuve-et-Labrador, située dans le nord-est de l'île de Terre-Neuve, au nord de Lewisporte. Elle est une route faiblement empruntée, connectant Lewisporte à Embree. Route alternative des routes 340 et 341, elle est nommée Main Street, mesure 17 kilomètres, et est une route asphaltée sur l'entièreté de son tracé.

## Tracé
La 342 débute tout juste au nord du centre de Lewisporte, sur la route 341, vers la route 340, la Route Transcanadienne ainsi que Laurenceton. Elle commence par suivre la baie Burnt sur 17 kilomètres, en se dirigeant vers le nord, traversant notamment Embree. Elle se termine sur un cul-de-sac à Little Burnt Bay.

## Communautés traversées
- Lewisporte
- Embree
- Salt Pond Cove
- Masons Cove
- Little Burnt Bay